# Colores
Colores è il quinto album in studio del cantante colombiano J Balvin, pubblicato il 19 marzo 2020 su etichetta Universal Music Latino.

## Pubblicazione
A gennaio 2020 J Balvin ha annunciato che la pubblicazione dell'album sarebbe avvenuta a marzo dello stesso anno.

## Accoglienza
| Recensione    | Giudizio |
| ------------- | -------- |
| AllMusic      |          |
| Clash         | 8/10     |
| Consequence   | B        |
| The Guardian  |          |
| Pitchfork     | 7,3/10   |
| Rolling Stone |          |

Colores ha ricevuto recensioni perlopiù positive da parte della critica specializzata. Su Metacritic, sito che assegna un punteggio normalizzato su 100 in base a critiche selezionate, l'album ha ottenuto un punteggio medio di 72 basato su otto recensioni. Pitchfork ha definito l'album «serio» ma «leggermente indulgente» e ha paragonato il lavoro visivamente focalizzato agli album di Pharrell Williams e Kanye West, affermando: «Ora con il suo posto a tavola, J Balvin senza dubbio rompe i suoi schemi».
Suzy Exposito di Rolling Stone ha assegnato al disco tre stelle e mezzo su cinque, sostenendo: «Non lasciatevi ingannare dal motivo Crayola: su dieci brani a tema pigmentario, Colores è un sofisticato spettacolo della tavolozza sonora di Balvin». Alexis Petridis per The Guardian ha dato all'album tre stelle su cinque e ha dichiarato che Colores «non è davvero interessato a distinguersi sorprendendo l'ascoltatore, né a fargli fare i conti con novità, ma ciò che Colores ha in abbondanza è un marchio universale di intelligenza pop».
Il progetto discografico ha ottenuto ampio successo nelle principali premiazioni dedicate alla musica latina. Alla 21º edizione dei Latin Grammy Award il disco viene candidato nelle categorie Album dell'anno e Miglior album urban, mentre il singolo Rojo ha ottenuto la candidatura nelle categorie Registrazione dell'anno, Miglior canzone urban e Miglior video musicale.

## Tracce
1. Amarillo – 2:37 (José Osorio, Alejandro Ramírez, William Grigahcine, Giordano Ashruf, Rashid Badloe, Ronaldo Hernandez)
2. Azul – 3:25 (José Osorio, Alejandro Ramírez, Justin Quiles, René Cano, Michael Brun)
3. Rojo – 2:30 (José Osorio, Alejandro Ramírez, Justin Quiles, Luis Angel O'Neill, Taiko)
4. Rosa – 3:09 (José Osorio, Alejandro Ramírez, René Cano, Hernández, Thomas Wesley, Bas van Daalen, Jasper Helderman, Kevyn Cruz)
5. Morado – 3:20 (José Osorio, Alejandro Ramírez)
6. Verde (con Sky Rompiendo) – 2:22 (José Osorio, Alejandro Ramírez, Ronald Spence, Jr.)
7. Negro – 3:02 (José Osorio, Alejandro Ramírez, Dee Mad, Keityn, King Doudou)
8. Gris – 2:56 (José Osorio, Alejandro Ramírez, Justin Quiles, René Cano, Michael Brun)
9. Arcoiris (feat. Mr Eazi) – 3:06 (José Osorio, Alejandro Ramírez, Michael Brun, Oluwatosin Ajibade)
10. Blanco – 2:25 (José Osorio, Alejandro Ramírez, René Cano)

## Formazione
Musicisti
- J Balvin – voce
- Mr Eazi – voce (traccia 9)
- Michael Brun – chitarra (tracce 2 e 9)

Produzione
- DJ Snake – produzione (traccia 1)
- Taiko – produzione (traccia 3)
- Diplo – produzione (traccia 4)
- King Doudou – produzione (traccia 7)
- Afro Bros – produzione, co-produzione (traccia 1)
- Dee Mad – produzione, co-produzione (tracce 7 e 10)
- Roonie J – produzione, co-produzione (traccia 6)
- Sky Rompiendo – produzione, produzione vocale, co-produzione (tracce 1, 2, 3, 5, 6, 8, 9 e 10)
- Michael Brun – produzione, produzione vocale, co-produzione (tracce 2 e 9)
- Alejandro Patiño – produzione vocale, registrazione
- Joe Iglesias – registrazione
- Esteban Higuita Estrada – assistenza alla registrazione
- Josh Gudwin – missaggio

## Classifiche

### Classifiche settimanali
| Classifica (2020) | Posizione massima |
| ----------------- | ----------------- |
| Austria           | 35                |
| Belgio (Fiandre)  | 66                |
| Belgio (Vallonia) | 52                |
| Canada            | 35                |
| Francia           | 36                |
| Germania          | 56                |
| Italia            | 10                |
| Lituania          | 95                |
| Messico           | 3                 |
| Paesi Bassi       | 34                |
| Portogallo        | 8                 |
| Spagna            | 2                 |
| Stati Uniti       | 15                |
| Svezia            | 31                |
| Svizzera          | 9                 |

### Classifiche di fine anno
| Classifica (2020) | Posizione |
| ----------------- | --------- |
| Spagna            | 5         |
| Classifica (2021) | Posizione |
| Spagna            | 46        |